# Madeirarall
Madeirarall (Rallus lowei) är en förhistorisk utdöd fågel i familjen rallar inom ordningen tran- och rallfåglar. 

## Tidigare förekomst
Fågeln är en av fem förhistoriska rallarter som beskrevs 2015 utifrån subfossila lämningar funna i Makaronesien. Denna förekom på ön Madeira. Den försvann förmodligen snabbt efter människans ankomst och införseln av invasiva djurarter till ön.

## Kännetecken
Madeirarallen var störst och tyngst av de makaronesiska rallarna, dock mindre än vattenrallen som alla tros härstamma från men kraftigare.  Den hade också kortare vingar, med 24 % kortare överarmsben. De kraftiga benen tyder på att den var marklevande och långsam i rörelserna.